# Dictya stricta
Dictya stricta är en tvåvingeart som beskrevs av Steyskal 1938. Dictya stricta ingår i släktet Dictya och familjen kärrflugor. Inga underarter finns listade i Catalogue of Life.